# 真知晶球
真知晶球是英國作家托爾金奇幻小說裡的魔法製品。在中土大陸的真知晶球共有七顆，被安置在中土大陸各處:135。

## 來歷特徵
真知晶球（有時稱為魔眼石，但實質的意思是「遠觀」）是一種有點像水晶球的石頭。當某人注視著真知晶球，他可以跟其他注視著真知晶球的人溝通。具有強大法力的人更可以操縱真知晶球，看到世界任何一個角落的景象。真知晶球是諾多族精靈及費諾所造的，他們造了許多真知晶球，實際的數目不明。有些真知晶球對其他的真知晶球具有影響力。真知晶球的大小不一，最小的真知晶球直徑約為一英尺，最大的真知晶球需要一個大房間來安置。大型真知晶球可容許觀看的人圍繞著真知晶球走，改變觀看的角度。主晶球保存在伊瑞西亞島的艾佛隆尼裡，似乎沒有人能夠成功以其他真知晶球來聯繫上主晶球。真知晶球能夠對人產生影響力，皮瑞格林·圖克的經歷可以證明這一點。據甘道夫所說，以索倫及薩魯曼之力都不能製造真知晶球，也不能讓真知晶球顯示虛假的景象。
真知晶球可以洞悉所有東西，除了黑暗之外。有一種名為「遮蔽」的方法，可以用作干擾真知晶球，保守秘密。這種方法早已失傳，但索倫很可能懂得這種方法。

## 中土大陸
在第二紀元，部分真知晶球被當作禮物送給努曼諾爾的登丹人。伊蘭迪爾帶了七顆真知晶球一起抵達中土大陸，流亡王朝建立後，真知晶球分置於七個地方：剛鐸有四顆，亞爾諾有三顆。索倫攻陷了米那斯伊希爾，擄獲了一顆真知晶球，用以腐化同樣擁有真知晶球的薩魯曼及迪耐瑟。到第三紀元末，有三顆真知晶球失蹤，有一顆在巴拉多崩坍時已被摧毀，米那斯提力斯的那顆真知晶球已不能使用（在迪耐瑟死亡後，那顆真知晶球只會顯示迪耐瑟那雙被火燃燒的手）。重聯王國仍保有一顆。

## 亞爾諾的真知晶球

### 愛洛斯提理安
一顆真知晶球被放置在塔丘的愛洛斯提理安的高塔上，直到被帶走，與精靈三戒一同到達海外仙境，被用作監視筆直航道至艾佛隆尼的一段海路。據說這枚晶球是伊蘭迪爾用來觀察已經消失的努曼諾爾和「孤獨島」伊瑞西亞島。

### 阿蒙蘇及安努米納斯
另外兩顆在亞爾諾的真知晶球分別在阿蒙蘇的監視塔（阿蒙蘇在1409年亞爾諾與安格馬巫王的戰爭裡被摧毀，該地被重新命名為風雲頂）及伊凡丁湖的安努米那斯。位於阿蒙蘇的那顆真知晶球是第二大體積的，在1409年幾乎被擄獲，這顆真知晶球被撤到佛諾斯特。最後一位阿爾諾皇帝亞帆都乘船逃亡，在福羅契爾冰封灣失事沉沒，兩顆真知晶球從此失落。

## 剛鐸的真知晶球

### 奧斯吉力亞斯
奧斯吉力亞斯的真知晶球是七顆真知晶球當中最大的那一顆，也是七顆真知晶球的主晶球，可以「竊看」其他真知晶球（在同一時間內只可容許兩顆真知晶球溝通，只有奧斯吉力亞斯真知晶球可截取兩者間的溝通）。這顆真知晶球被放置在奧斯吉力亞斯橫渡安都因河的橋上塔樓。真知晶球的上半球被設計成星空，並被命名為奧斯吉力亞斯（星之穹頂），並城市同名。1437年，剛鐸皇室內鬥之中，叛軍攻陷奧斯吉力亞斯，縱火焚毀城市，保管晶球的城堡被毀，晶球滾落於安都因河之中而失落。

### 米那斯伊西爾
有一顆真知晶球被放置在位於黯影山脈的米那斯伊西爾。第三紀元2002年，戒靈攻陷米那斯伊西爾，真知晶球被轉移到巴拉多，為索倫所用。應該在索倫敗亡後亦伴隨毀滅。

### 歐散克塔
艾辛格的歐散克塔內亦有一顆真知晶球，歐散克塔是登丹人在第二紀元時期在迷霧山脈南端所建造的。第三紀元2759年，剛鐸攝政王貝倫將歐散克塔交給薩魯曼管治，這可能是因為薩魯曼極欲使用真知晶球，以獲取有關附近勢力的資料。薩魯曼利用真知晶球聯絡索倫，因而墮入索倫的圈套裡，故真知晶球亦應為薩魯曼的墮落負上一部分的責任，即使他在很早之前已經有傾向索倫的念頭。後來，薩魯曼以真知晶球與索倫進行商議，並在整個魔戒聖戰時期配合各種活動。薩魯曼所作的決定一直都受到索倫支配。
後來，葛力馬·巧言把真知晶球從歐散克塔上拋了下來，被皮瑞格林·圖克所獲，轉交給甘道夫。而後皮瑞格林·圖克不經意地透過真知晶球接觸到索倫，於是甘道夫將真知晶球交給亞拉岡。
亞拉岡在真知晶球前向索倫展示他就是埃西鐸的後裔，企圖將索倫的注意力從佛羅多那邊轉移過來。此舉讓索倫以為至尊魔戒落在亞拉岡或其他西方首領的手上，這亦是索倫急攻剛鐸的原因之一。由於索倫還沒有部署完畢便發動進攻，大為影響了戰事的結果。在第四紀元，歐散克塔的真知晶球由剛鐸皇帝管有，也是唯一一顆完好無缺的真知晶球。

### 米那斯雅諾
還有一顆真知晶球放置在米那斯雅諾，亦即後來的剛鐸首都米那斯提力斯。迪耐瑟二世使用它來監視亞拉岡和甘道夫，迪耐瑟二世認為這兩人可能危害到他的地位，最終，索倫找到了他（迪耐瑟二世似乎不知道他正和索倫接觸）。迪耐瑟並沒有因此而墮落，但索倫強大的意志使他迅速衰老。索倫利用米那斯伊西爾的真知晶球，操縱著迪耐瑟二世所看到的東西，使他感到絕望及陷入瘋狂。迪耐瑟二世在火葬堆裡自殺時手持真知晶球。自此，除了擁有強大力量的人外，只能看到兩只被火焰燃燒的手。

## 改編描述

亞拉岡向索倫展示自己（上圖），索倫則以亞玟之死的影像回敬（下圖）。

彼得·杰克逊執導的電影《魔戒》系列裡，米那斯伊西爾、歐散克塔及米那斯雅諾的真知晶球均有登場。電影裡刪去了臨水之戰的情節，於是薩魯曼在更早時被葛力馬·巧言所殺（《魔戒三部曲：王者再臨》加長版的初段）。皮聘在薩魯曼的屍體當中發現了真知晶球，轉交給甘道夫，取代了小說裡由巧言·葛力馬拋出真知晶球。
在《魔戒三部曲：王者再臨》的加長版裡，帕蘭諾平原戰役結束後，亞拉岡在真知晶球之前向索倫展示，但卻不知道那顆真知晶球是米那斯雅諾還是歐散克塔的。在小說裡，亞拉岡的此舉是致使索倫在未完全準備之下進攻米那斯提力斯。在電影裡，這卻是由於皮聘使用了真知晶球所致。在電影裡，亞拉岡在真知晶球上誘使索倫將注意力集中在黑門之戰，索倫則以亞玟瀕死的影像作為回應。
在電影裡，迪耐瑟二世曾對甘道夫說：「難道你認為白塔之眼瞎了麼？我知道得比你更多。」這可能是暗指迪耐瑟二世有使用真知晶球。
彼得·杰克逊與編劇們一度有設定讓真知晶球重新在魔戒前傳《哈比人電影系列》出現，根據原先的劇本：在多爾哥多裡的一座雕像上放置了索倫的那顆真知晶球，甘道夫在觸摸它後便見到了未來索倫與史矛革聯軍的景象——即中土大陸的末日，這讓甘道夫急忙趕往孤山去警告其他人。但編劇菲利帕·鮑恩斯最後認為不需要，該片段便被剪掉；但在《哈比人：五軍之戰》裡凱蘭崔爾抱著甘道夫的一個鏡頭內，仍可見到放置在雕像上的真知晶球。

## 其他用法
知名科技公司Palantir Technologies借用了真知晶球（Palantír）的英文名稱作為其公司名稱，其以大數據技術幫助美國軍方成功定位和擊斃基地組織首腦賓·拉登。

### 註腳
1. 1 2  克理斯·史密斯. . 臺北: 奇幻基地. 2003年12月. ISBN 986-7576-12-8.
2. ↑  哈比人：五軍之戰五碟裝導演加長版DVD - 第五碟 旅程的終點

### 資源
- 托爾金著 《魔戒二部曲：雙城奇謀》（1987年）波士頓：霍頓·米福林 ISBN 0-395-08254-4
- 托爾金著 《魔戒三部曲：王者再臨》（1987年）波士頓：霍頓·米福林 ISBN 0-395-08256-0